# Коньково (Удмуртия)
Коньково — деревня в Карсовайском сельском поселении Балезинского района Удмуртии.

## История
В 1964 г. Указом Президиума ВС РСФСР деревня Хомяки переименована в Коньково.

## Население
| 2010 | 2012 | 2014 |
| ---- | ---- | ---- |
| 5    | ↘4   | →4   |